# 线路所
，在铁路系统中是指设置在闭塞区间端点的信号所。线路所通常会出现在双线铁路区间正线与联络线、疏解线或其他特定线路的交汇处或分离处；或者单线铁路为了分隔区间，提高通过能力而设置，通常不设到发线。设有单发线但不办理客货运业务的单线铁路的车站，屬於越行会让站，通过信号系统确保列车按照列车运行图指定的方向行进。
线路所是铁路上为增加区间通过能力而设的无配线的分界点，一般设在区间线路的汇合或分歧处，线路汇合接轨处设置隔开设备（安全线）。

## 類型
1. 设置在车站以外的线路连接点。
2. 單線區間內列車會合站、或者供同方向列車越行，此类在中国铁路系统中称为会让站。
3. 單線區間與兩線區間、兩線區間與三線以上區間分岐點。
4. 雙線區間內供同方向列車超車用，此类在中国铁路系统中称为越行站。
5. 其他。

## 实例

### 中国大陆
较为典型的线路所有津秦高速铁路起点津沪线路所（与京沪高速铁路连接，类型1）、重庆枢纽井西线金音沟线路所（类型3）、珠西枢纽广珠线雅瑶线路所（与南沙港铁路连接，类型1），以及广深港高速铁路香港边界（香港边界并非真实存在的线路连接点，是人为设定的区分中国国铁和港铁公司运营区段的分界点）。

### 台灣
- 枋野號誌站：南迴線 枋山-大武間（類型2）
- 中央號誌站：南迴線 枋山-大武間（類型3）
- 古莊號誌站：南迴線 枋山-大武間（類型3）
- 大肚溪南號誌站：海線・山線 彰化－追分・成功間（類型1）
- 談文南號誌站：海線 談文－大山間（類型3）

### 日本
日本稱為「信號場」（日语：信号場）。撇除大城市內的鐵路系統，現時不少鐵路仍是以單線路段為主，基於列車運行上的需要，同時位處地區的人口不足以改成為客運車站，於是便出現了「信號場」以作為單線區間不同方向列車作交換軌道時的緩衝區域。
以下是部份信號場：
- 京成電鐵京成本線京成成田站～機場第2大樓站之間的駒井野信號場。
- 北越急行北北線上的赤倉信號場、儀明信號場、藥師峠信號場。
- JR東日本津輕線上的新油川信號場及新中小國信號場。
- JR東海飯田線伊那田島站～高遠原站之間的大澤信號場。
- 名古屋鐵道豐川線八幡站～諏訪町站之間的諏訪新道信號場。
- JR西日本山陰本線八鹿站～江原站之間的宿南信號場。
- JR四國新舊予讚線的伊予若宮信號場、予土線與土佐黑潮鐵道中村線的川奧信號場等。
- 西武鐵道西武秩父線正丸站～蘆之久保站之間的正丸隧道信號場。